# Lythrum californicum
Lythrum californicum là một loài thực vật có hoa trong họ Lythraceae. Loài này được Torr. & A. Gray mô tả khoa học đầu tiên năm 1840.

## Hình ảnh

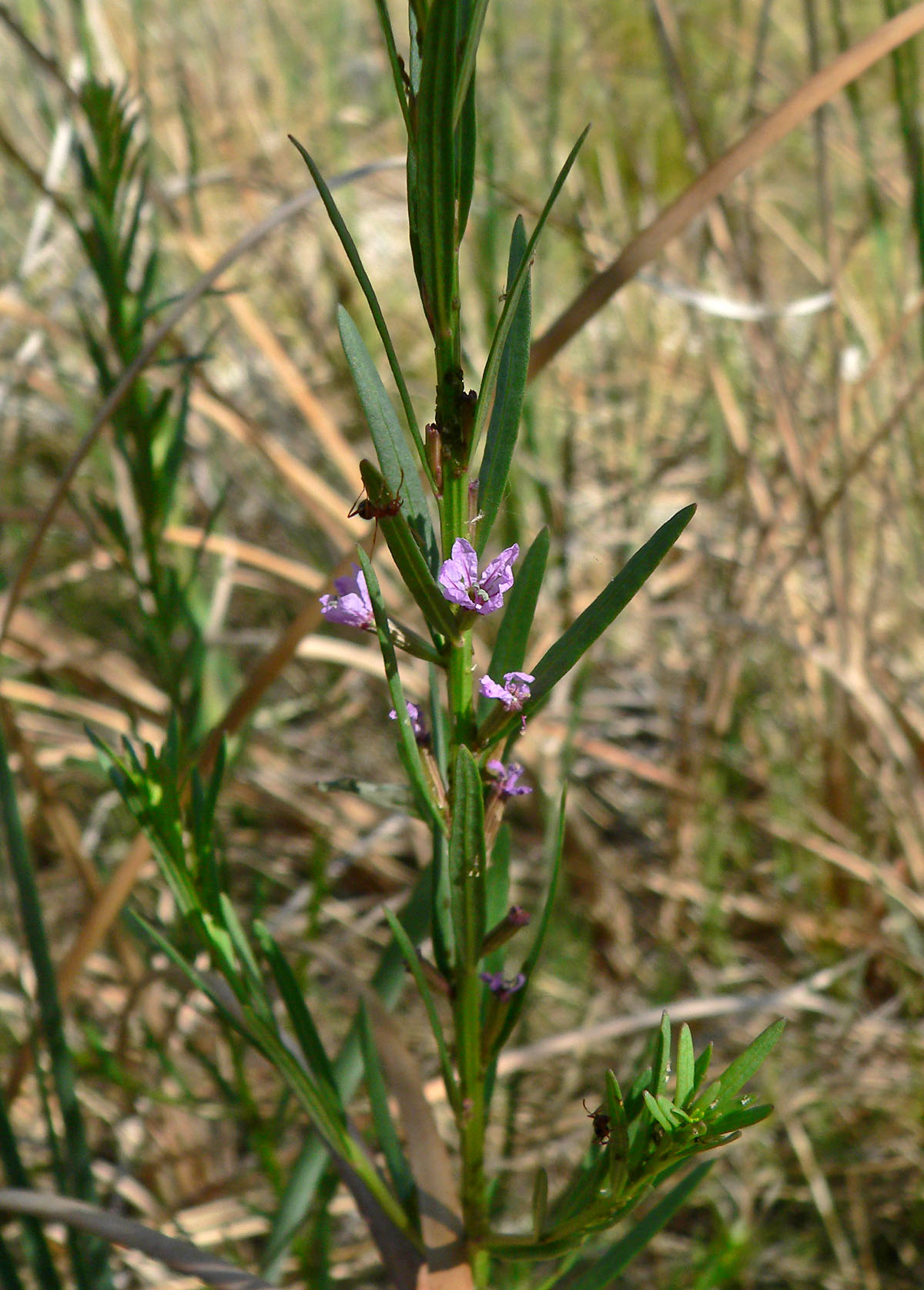
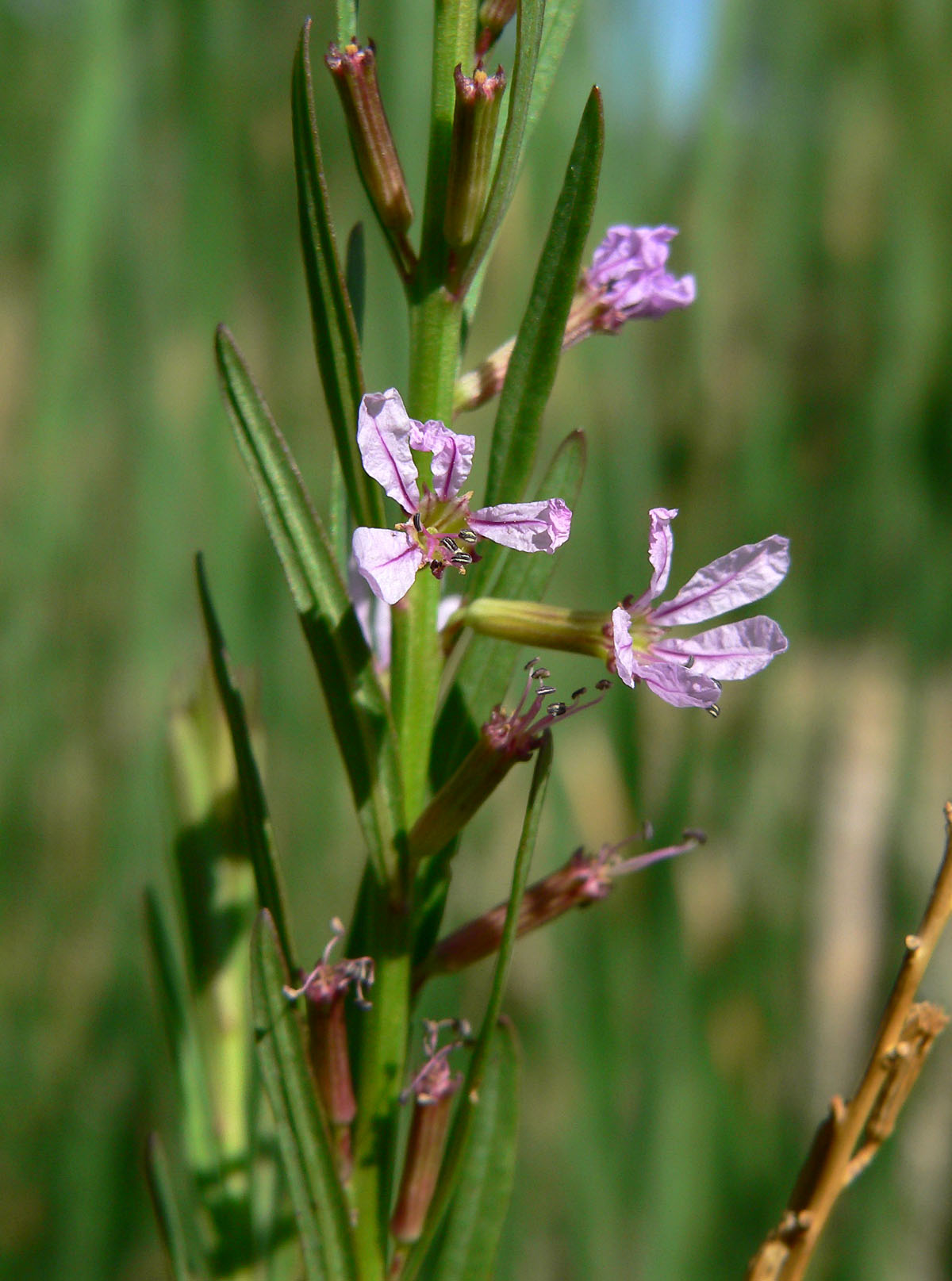
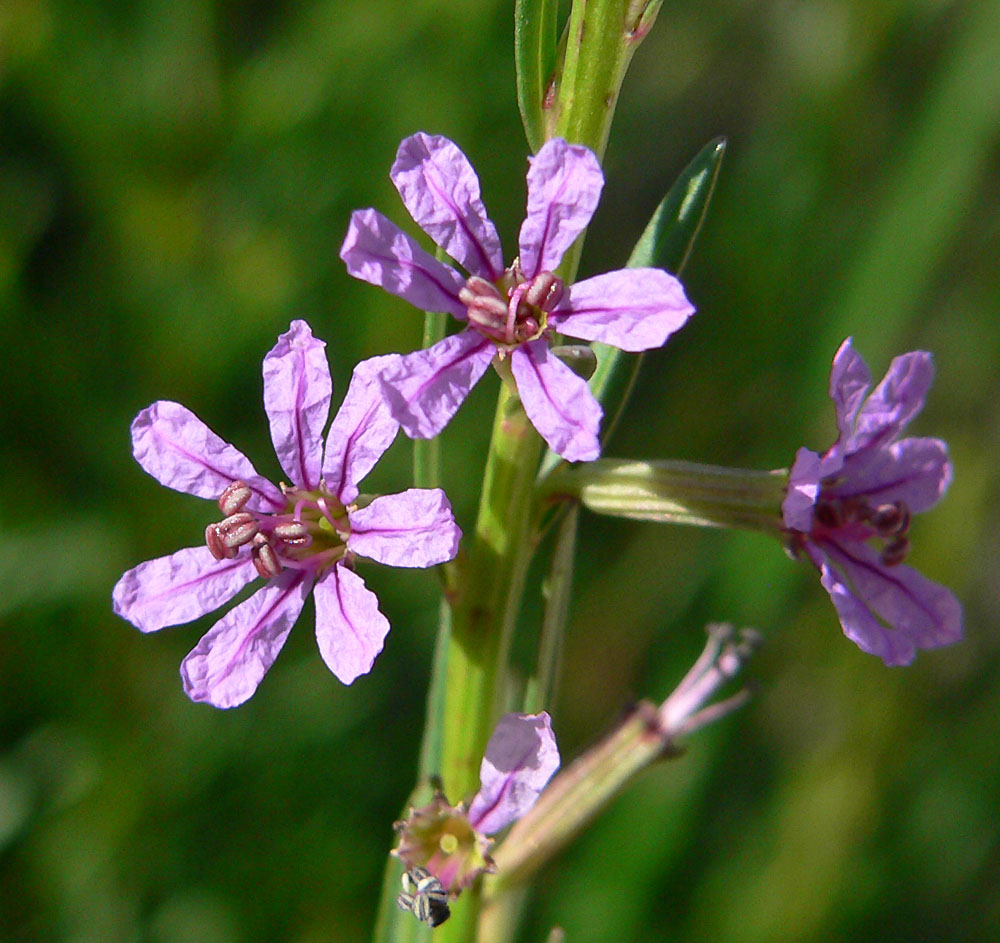
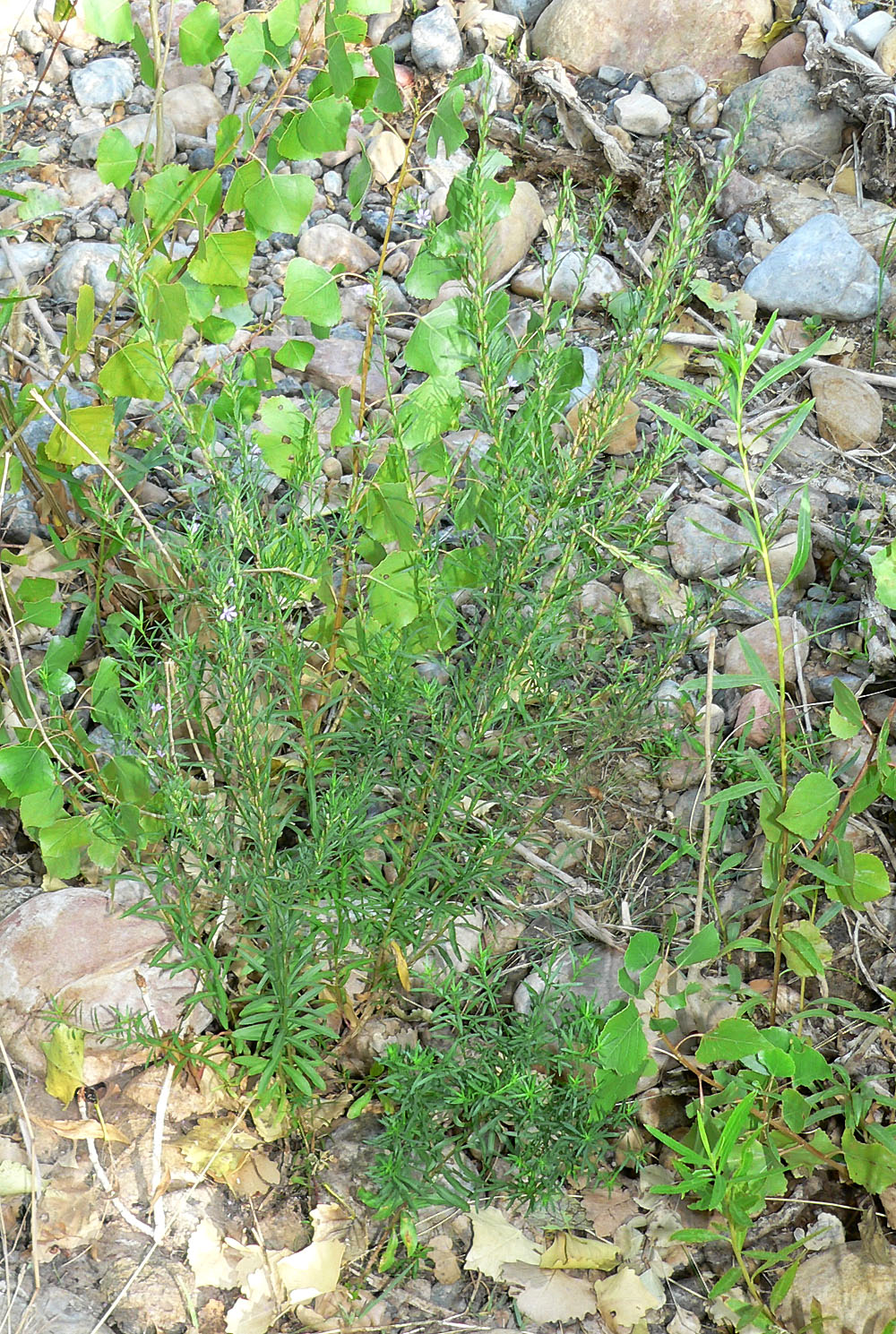